# Andreas Heraf
Andreas Heraf est un footballeur autrichien né le 10 septembre 1967 à Vienne, qui évoluait au poste de milieu de terrain au Rapid Vienne et en équipe d'Autriche reconverti entraîneur.
Heraf a marqué un but lors de ses onze sélections avec l'équipe d'Autriche entre 1996 et 1998.

## Carrière de joueur

### En équipe nationale
- 11 sélections et 1 but avec l'équipe d'Autriche entre 1996 et 1998.

### Avec le Rapid Vienne
- Vainqueur du Championnat d'Autriche de football en 19837, 1988 et 1996.
- Vainqueur de la Coupe d'Autriche de football en 1987 et 1995.

### Avec le FC Karnten
- Vainqueur de la Coupe d'Autriche de football en 2001.